# Prêmio Alphonsus de Guimaraens
Prêmio Alphonsus de Guimaraens é uma premiação que faz parte dos Prêmios Literários da Fundação Biblioteca Nacional e que é destinada a laurear o melhor livro brasileiro de poesia.

## História
Em 1995, ocorreu a primeira outorga dos então chamados Prêmios de Incentivo à Literatura e ao Livro Brasileiro com premiações em sete diferentes gêneros literários, cada uma nomeada em homenagem a um expoente de sua área. Para os livros de poesia, o prêmio homenageou o poeta Alphonsus de Guimaraens.
Em 2003, os Prêmios Literários da Fundação Biblioteca Nacional não foram realizados e, no ano seguinte, houve a premiação de apenas uma categoria, chamada Prêmio Fundação Biblioteca Nacional, voltada ao melhor livro do ano. Em 2005, todos os prêmios que haviam até 2002 voltaram a ser concedidos de forma individual.

## Premiados
| Ano  | Vencedores                                  | Finalistas     | Notas  |
| ---- | ------------------------------------------- | -------------- | ------ |
| 1995 | A Via Estreita Alexei Bueno                 | Sem informação | [ 1 ]  |
| 1996 | Livro Sobre Nada Manoel de Barros           | Sem informação | [ 5 ]  |
| 1996 | Algaravias Waly Salomão                     | Sem informação | [ 5 ]  |
| 1997 | Trovar Claro Paulo Henriques Britto         | Sem informação | [ 6 ]  |
| 1997 | Livro das Manhãs Paulo Roberto do Carmo     | Sem informação | [ 6 ]  |
| 1997 | Girassóis de Barro Francisco Carvalho       | Sem informação | [ 6 ]  |
| 1998 | Caravana Contrária Mário Chamie / Geração   | Sem informação | [ 7 ]  |
| 1999 | Muitas Vozes Ferreira Gullar / José Olympio | Sem informação | [ 8 ]  |
| 2001 | Sublunar: 1191/2001 Carlito Azevedo         | Sem informação | [ 9 ]  |
| 2002 | Todos os Ventos Antônio Carlos Secchin      | Sem informação | [ 10 ] |
| 2002 | Desassombro Eucanaã Ferraz                  | Sem informação | [ 10 ] |

| Ano  | Poesia (Prêmio Alphonsus de Guimaraens) |
| ---- | --- |
| 2005 | Meridiano Celeste & Bestiário, de Marco Lucchesi |
| 2006 | Ímpar, de Renato Rezende |
| 2007 | Tarde, de Paulo Henriques Britto |
| 2008 | Estranhos Sinais de Saturno, de Roberto Piva |
| 2009 | Passageira em trânsito, de Marina Colasanti |
| 2010 | A duração do dia, de Adélia Prado |
| 2011 | Poemas, de Daniel Lima |
| 2012 | Da Arte das Armadilhas, de Ana Martins Marques |
| 2013 | Dever, de Armando Freitas Filho |
| 2014 | O Aquário Desenterrado, de Samarone Lima de Oliveira |
| 2015 | Dimensão necessária, de João Filho |
| 2016 | Poesia reunida, de Adélia Prado |
| 2017 | A Idolatria Poética ou a Febre De Imagens, de Sérgio Medeiros |
| 2018 | 1º: Etiópia, de Francesca Angiolillo 2º: O voo da eterna brevidade, de José Mário Rodrigues 3º: Forte apache, de Marcelo Montenegro                                   |
| 2019 | 1º: Nenhum mistério, de Paulo Henriques Britto 2º: Veludo violento, de Natasha Tinet 3º: Haverá festa com o que restar, de Francisco Mallmann                         |
| 2020 | Resistência, de Maria Fernanda Elias Maglio. |
| 2021 | 1º: Textos Para Lembrar de ir à Praia, de Rodrigo Luiz P. Vianna; 2º: O Movimento dos Pássaros, de Micheliny Verunschk; 3º: Casa do Norte, de Rodrigo Lobo Damasceno. |
| 2022 | 1º: O sono dos humildes, de Alexei Bueno; 2º: A República do Pampa, de Carlos Nejar; 3º: Cães & Astromélias, de Mariana Machado de Freitas Schadeck.                  |
| 2023 | 1º: Harsíese, de Jacyntho José Lins Brandão; |
| 2024 | 1º: Cabeça de galinha no chão de cimento, de Ricardo Domeneck; 2º: Uma volta pela lagoa , de Juliana Krapp; 3º: Coruja de trapo, de Andrey Pereira de Oliveira.       |